# Гірнича промисловість Африки
Гірнича промисловість Африки.
Країни Африки відіграють важливу роль у світовій гірничовидобній промисловості. 
Спостерігається тенденція щодо її зростання з традиційно експортною спеціалізацією. 
В Африці сконцентровано близько 30% загальної кількості шахт і відкритих розробок промислово розвинених країн. 
На частку ПАР - найбільш економічно розвиненої держави Африки припадає близько 20% гірничодобувної промисловості континенту. 
Частка продукції гірничовидобувної промисловості в ВВП країн Африки складає близько 20%. 
Для структури гірничої промисловості країн Африки характерна більш висока питома вага великих шахт і відкритих розробок, ніж в інших регіонах світу. На частку шахт і відкритих розробок річною потужністю понад 1 млн. т. руди припадає 51% загальної кількості зареєстрованих шахт і розробок. 
Характерна особливість розвитку гірничовидобувної промисловості країн Африки - порівняно низька питома вага відкритих розробок. 
Видобуваються: нафта і газ, кам'яне вугілля, уранові, залізні, марганцеві, хромові, стибієві (сурмяні), свинцево-цинкові, кобальтові, мідні, ванадієві, ртутні, золотоносні (1-е місце в світі) руди, алмази, фосфорити, апатити, азбест, вермикуліт, флюорит, графіт, флогопіт, барит, целестин.